# Li Muhao
Dans ce nom, le nom de famille, Li, précède le nom personnel.
Li Muhao, (en chinois : 李慕豪, en Hanyu pinyin : Li Mùháo), né le 2 juin 1992 à Guiyang en Chine, est un joueur de basket-ball chinois, évoluant au poste de pivot.